# Richard Luksch
Richard Lucksch (1872-1936) est un sculpteur, un artisan d'art et un céramiste autrichien. Il fut un membre éminent du Wiener Werkstätte.

## Biographie
Richard Joseph Luksch est né le 23 janvier 1872 à Vienne, où il effectue ses études secondaires puis son service militaire d'une année, avant de fréquenter l'académie des beaux-arts de Munich en tant qu'élève libre — ses maîtres ne sont pas connus, mais il est inscrit dans trois écoles spécialisées préparant aux techniques du dessin et de la sculpture. Il expose ensuite à la Sécession viennoise ainsi qu'au Palais des glaces (Munich). En 1902, il possède son propre atelier à Vienne situé Hainburgerstraße 24.
Il épouse en premières noces Elena Makowsky (1878-1967), une peintre et sculptrice russe, qu'il avait rencontrée en 1897 quand celle-ci étudiait à l'académie munichoise. Le couple retourne vivre à Vienne en 1900, où leur premier enfant, Peter, naît en 1901. Le couple divorce, puis Richard épouse en 1923 la danseuse Ursula Falke (1895-1981), l'une des filles de l'écrivain allemand Gustav Falke, qui forma un fameux duo avec sa sœur Gertrud (1891-1984) ; recevant l'enseignement d'Émile Jaques-Dalcroze, elles fréquentèrent entre autres Mary Wigman.
Richard Luksch est proche de Gustav Klimt, et quitte avec lui la Sécession viennoise en 1905. L'architecte viennois Otto Wagner s'oppose ensuite aux travaux que Luksch exécute pour divers monuments de Vienne. Il rejoint la Wiener Werkstätte et produit de nombreux objets d'art en céramique, participant aux projets collectifs du sanatorium de Purkersdorf et au Palais Stoclet.
En 1911, il dessine pour la Lessing-Gesellschaft (la « Société des amis de Lessing ») des masques destinés à la représentation de La Tragique Histoire du docteur Faust de Marlowe.
Luksch est nommé professeur à la Kunstgewerbeschule de Hambourg (HFBK) en avril 1907, puis rejoint le Deutscher Künstlerbund. En 1934, sa participation au festival des artistes de Hambourg intitulé Krawall im All sera fortement critiquée par le régime nazi, qui le fera exclure de la fonction publique.
Il meurt à Hambourg le 21 avril 1936.

## Œuvre
Dans son travail artistique, il est resté connecté tout au long de sa vie au Jugendstil, mêlant les nouvelles écoles munichoises et viennoises, puis son style tend après guerre vers des formes plus géométriques et froides.

### Travaux actuellement visibles

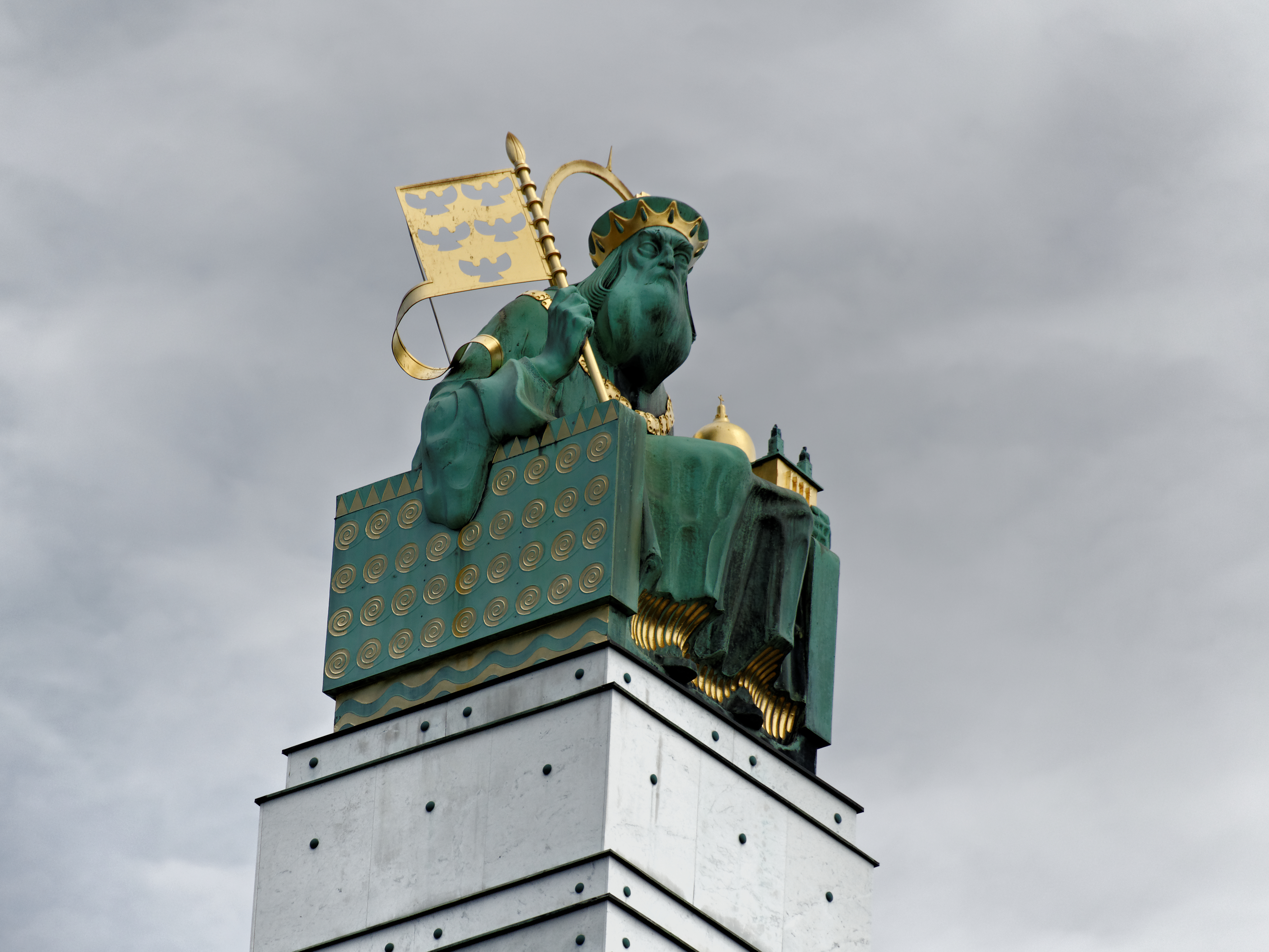
Bronze au sommet de la tour de l'église Saint-Léopold am Steinhof (Vienne).

- Buste de Georg Rebhann pour la Hauptgebäude der Technischen Universität (actuelle k.k. Polytechnisches Institut, Vienne, 1903)
- Figures féminines en faïences pour le Palais Stoclet (Bruxelles, 1904-1906)
- Buste de François-Joseph Ier, entrée de la Wiener Postsparkasse (1905-1906)
- Bronzes des saints patrons de la ville destinés à coiffer les tours de l'église Saint-Léopold am Steinhof, conçue par Otto Wagner (1906)
- Reliefs, groupe en céramique pour l'école de commerce de Vienne (Handelsakademie, 1907)
- Tombe de Detlev von Liliencron au cimetière de Rahlstedt
- Bas-reliefs en faïence destinés au nouveau bâtiment de la Hochschule für bildende Künste de Hambourg, conçue par Fritz Schumacher (1911-1912)
- Mémorial des morts de la Première Guerre mondiale au Nienstedtener Friedhof (de) (1920)
- Poteau de chêne sculpté d'après un poème de Hermann Claudius, station de métro Jungfernstieg, Hambourg (1936 ?)

## Élèves
Durant ses années d'enseignement, il eut de nombreux étudiants dont Niko Wöhlk, Gustav Weidanz, Hans Martin Ruwoldt, Karl Opfermann, Will Lammert, Alwin Blau, Hildegard Domizlaff, Karl Allöder, Karl August Ohrt, Hans Peter Feddersen, Konrad Adolf Lattner.